# سلطنة أولاد محمد
سلطنة أولاد محمد كانت كيانًا سياسيًا محليًا حكم فزان في جنوب ليبيا لحوالي قرنين ونصف، منذ منتصف القرن السادس عشر وحتى سقوطها في يد الدولة العثمانية عام 1813. نشأت السلطنة على يد سلالة تنحدر من قبائل عربية ذات خلفية دينية وتجارية، واتخذت من مرزق عاصمة لها. لعبت السلطنة دورًا محوريًا في تأمين وتنظيم طرق التجارة عبر الصحراء الكبرى بين شمال إفريقيا والسودان (المنطقة)، وامتد نفوذها التجاري والسياسي حتى بحيرة تشاد، مما جعلها قوة إقليمية بارزة في الصحراء الكبرى.